# Fadogia schmitzii
Fadogia schmitzii är en måreväxtart som beskrevs av Bernard Verdcourt. Fadogia schmitzii ingår i släktet Fadogia och familjen måreväxter. Inga underarter finns listade i Catalogue of Life.